# 베아르네즈 소스
베아르네즈 소스(프랑스어: sauce béarnaise 소스 베아르네즈[*])는 백포도주와 백포도초에 셜롯, 타라곤, 처빌, 흑후추 등을 넣고 졸여 만든 액체와 달걀 노른자, 버터기름을 유화해 올랑데즈 소스처럼 만든 소스이다. 이름은 프랑스 베아른 지역에서 따왔으나, 베아른에서 처음 만들어진 소스는 아니다.

## 같이 보기
- 올랑데즈 소스